# Ющенко, Юлиана Михайловна
Юлиана Михайловна Ющенко (бел. Юліяна Міхайлаўна Юшчанка; род. 14 августа 1984, Брест), в девичестве Жолнерук (бел. Жалнярук) — белорусская легкоатлетка, специалистка по бегу на короткие дистанции. Выступала за сборную Белоруссии по лёгкой атлетике в 2005—2012 годах, обладательница бронзовой медали чемпионата мира в помещении, серебряная призёрка чемпионата Европы, чемпионка Европы в помещении, действующая рекордсменка страны в эстафете 4 × 400 метров в помещении, участница летних Олимпийских игр в Пекине. Мастер спорта Республики Беларусь международного класса.

## Биография
Юлиана Жолнерук родилась 14 августа 1984 года в городе Бресте Белорусской ССР.
Занималась лёгкой атлетикой в местной секции. Окончила факультет физического воспитания Брестского государственного университета (2009).
Впервые заявила о себе на международном уровне в сезоне 2005 года, когда вошла в состав белорусской национальной сборной и выступила в эстафете 4 × 400 метров на молодёжном европейском первенстве в Эрфурте. Позднее в той же дисциплине также стартовала на чемпионате мира в Хельсинки.
В 2006 году в эстафете 4 × 400 метров выиграла бронзовую медаль на чемпионате мира в помещении в Москве, стала серебряной призёркой на чемпионате Европы в Гётеборге.
В 2007 году в эстафете 4 × 400 метров с действующим до настоящего времени национальным рекордом Белоруссии (3:27,83) одержала победу на чемпионате Европы в помещении в Бирмингеме, была лучшей на Кубке Европы в Мюнхене, стала пятой на чемпионате мира в Осаке.
На Кубке Европы 2008 года в Анси показала в эстафете 4 × 400 метров третий результат. Благодаря череде удачных выступлений удостоилась права защищать честь страны на летних Олимпийских играх в Пекине — в программе эстафеты вместе с соотечественницами Ириной Хлюстовой, Илоной Усович и Светланой Усович благополучно преодолела предварительный квалификационный этап и в финале стала четвёртой (впоследствии Светлану Усович уличили в использовании допинга, и этот результат был аннулирован).
После пекинской Олимпиады Ющенко осталась действующей спортсменкой на ещё один олимпийский цикл и продолжила принимать участие в крупнейших международных стартах. Так, в 2011 году она отметилась выступлением на чемпионате мира в Тэгу, где в эстафете 4 × 400 метров заняла итоговое четвёртое место.
В 2012 году стала пятой в эстафете на чемпионате мира в помещении в Стамбуле. В качестве запасной бегуньи находилась в составе белорусской эстафетной команды на Олимпийских играх в Лондоне.
За выдающиеся спортивные достижения удостоена почётного звания «Мастер спорта Республики Беларусь международного класса».